# Округ Галвестон (Тексас)
Округ Галвестон (енгл. Galveston County) је округ у америчкој савезној држави Тексас. По попису из 2010. године број становника је 291.309.

## Демографија
Према попису становништва из 2010. у округу је живело 291.309 становника, што је 41.151 (16,5%) становника више него 2000. године.
| Група             | 2000.           | 2010.           |
| Белци             | 157.851 (63,1%) | 172.652 (59,3%) |
| Афроамериканци    | 38.625 (15,4%)  | 40.112 (13,8%)  |
| Азијати           | 5.254 (2,1%)    | 8.690 (3,0%)    |
| Хиспаноамериканци | 44.939 (18,0%)  | 65.270 (22,4%)  |
| Укупно            | 250.158         | 291.309         |